# Rita von Gaudecker
Margarethe Klara Alexandra von Gaudecker, powszechnie znana jako Rita von Gaudecker, z domu von Blittersdorf (ur. 14 kwietnia 1879 w Mołstowie, zm. 18 marca 1968 w Ehingen (Donau)) – niemiecka pisarka.
Lata młodości spędziła w Mrzeżynie. Debiutowała powieścią Unter der Molstower Linde, wydaną w 1920. Tworzyła prace literackie dla dzieci i młodzieży, a także o tematyce religijnej. Działała również społecznie. M.in. w 1914 objęła kierownictwo lokalnej organizacji Jugendhilfe des Kapellenvereins, zajmującej się udzielaniem pomocy młodzieży. W tym samym czasie była redaktorem biuletynu "Wir wollen helfen!" (dosł. "My chcemy pomóc!"). 
W 1914 została żoną oficera marynarki wojennej. Po pobytach w Kilonii, Trieście, Konstantynopolu i Wilhelmshaven, para osiedliła się na Pomorzu. W 1945 po wkroczeniu na te tereny wojsk sowieckich wyjechali do Berlina. Tam założyła i następnie kierowała nową organizacją społeczną (Helferbund vom Kapellenverein). W 1964 Rita von Gaudecker została odznaczona Orderem Zasługi Republiki Federalnej Niemiec I klasy. Rok później zrezygnowała z funkcji przewodniczącej fundacji, która wkrótce otrzymała jej imię.

## Wybrane publikacje
- Unter der Molstower Linde, Brunszwik 1920
- Vom Prinzeßchen, das nicht einschlafen konnte, Brunszwik 1921
- Breit aus die Flügel beide! Fünfzig Kinderandachten, Poczdam 1927
- Die Brücke, Stuttgart 1930
- Vom Fischerdorf zur Ottenburg, Poczdam 1931
- Der Weg zur Marie, Hamburg 1932
- So nimm denn meine Hände. Fünfzig Kinderandachten, Poczdam 1933
- Der Weihnachtsgast, Hamburg 1936
- Jesu geh voran! Fünfzig Kinderandachten, Poczdam 936
- Der Onkel aus Holland, Schwerin 1937
- An nuer Küste, Hamburg 1938
- Nacht am Berg, Gütersloh 1947
- Die alte Laterne, Bielefeld 1954
- Auf Gotttes Acker, Bielefeld 1963